# Staud Géza
Staud Géza (Mocsonok, 1906. április 17. – Budapest, 1988. április 4.) színháztörténész, bibliográfus, egyetemi tanár, az irodalomtudományok doktora (1981). Felesége, Székely Júlia (1906–1986) zongoraművész volt.

## Életpályája
Staud János és Jókay Etelka fia. Egyetemi tanulmányait a Pázmány Péter Tudományegyetem magyar-francia szakán, mint Eötvös-kollégista végezte 1924–1928 között. 1926-ban ösztöndíjjal Párizsban a Sorbonne-on tanult. Hevesi Sándor rendezői tanfolyamán oklevelet nyert 1930-ban a Színház- és Filmművészeti Főiskolán. 
1931–1945 között középiskolai tanárként (1931–1940: Zrínyi Miklós Gimnázium; 1940–1944: Madách Imre Gimnázium) dolgozott. 1935–1937 között A Színpad című folyóirat szerkesztője volt Hont Ferenc mellett. 1941–1944 között a Pünkösti Andor-féle Madách Színház dramaturgja és a Madách Könyvtár szerkesztője volt. 
1945–1946 között a színészeket igazoló bizottság elnöke volt. 1945–1948 között főtitkára volt a Magyar Színészek Szabad Szakszervezetének. 1945–1946 között szerkesztette a Színház című hetilapot. 1945–1950 között a Színház- és Filmművészeti Főiskolán oktatott. 1950–1956 között a Berzsenyi Dániel Gimnázium oktatója volt. 1954–1972 között tudományos munkatársa volt az Országos Színháztörténeti Múzeumnak, illetve a Színháztudományi Intézetnek. 1957-től a Gondolat Könyvkiadó színházi szerkesztője volt.
1972-ben nyugdíjba vonult. 1972–1988 között a Magyar Állami Operaház emléktárának és emlékgyűjteményének felügyelője volt.

### Munkássága
Sajtó alá rendezte Madách Imre, Déryné Széppataki Róza leveleit, George Bernard Shaw és Hevesi Sándor levelezését, Hevesi Sándor dramaturgiai tanulmányait és Bajor Gizihez írt leveleit. Számos színháztörténeti bibliográfiát, adattárat, szerepkatalógust adott ki, színházi kézikönyveket, lexikonokat szerkesztett Színháztörténeti kutatásai jelentősen hozzájárultak a magyar színjátszás múltjának feltárásában.
Sírja a Farkasréti temetőben található (1-2-405).

## Művei
- Az orientalizmus a magyar romantikában (Budapest, 1930)
- A színfalak között (Hegedüs Gézával és Pukánszkyné Kádár Jolánnal, 1938)
- Dramaturgiai vázlatok (1940)
- Színháztudományi alapkérdések (1940)
- Aristoteles dramaturgiája (1942)
- Pestről Budára (önéletrajzi regény, Budapest, 1943)
- A Hamlet Magyarországon (1943)
- Ibsen drámái Magyarországon (1943)
- Pethes Imre (1957)
- Hevesi Sándor rendezései (1957)
- Bajor Gizi (1958)
- A budapesti színházak műsora 1945-1949 (1959)
- Az államosított fővárosi színházak műsora 1949-1959 (1959)
- A Tanácsköztársaság színházi műsora (1959)
- Magyar színészeti szakkönyvek bibliográfiája 1945-1960 (1960)
- Az első magyar színtársulat színlapjai (1960)
- Bernard Shaw és Hevesi Sándor levelezése (1960)
- Orosz és szovjet színművek a magyar színpadon (1960)
- Hevesi Sándor irodalmi és színházi működése (1960)
- Kelemen László naplója és feljegyzései (1961)
- Törzs Jenő (1961)
- A magyar színháztörténet forrásai I-III. (Budapest, 1962-1963)
- Színház és Közönség (1963)
- Magyar kastélyszínházak I–III. (1963-1964)
- Kedves Bajor Gizi! (1967)
- A rendezés titkai (1967; Hegedüs Gézával és Pukánszky Bélánéval)
- A színfalak között (1967)
- Magyar színészeti bibliográfia (Budapest, 1967)
- Ferdinand Raimund in Ungarn (Bécs, 1968)
- Színházi Kislexikon (szerkesztő, 1969)
- Max Reinhardt in Ungarn (Salzburg, 1973)
- A francia színház a 18. században (Keresztury Dezsővel és Fülöp Zoltánnal, 1974)
- A magyar opera és balettszcenika (1975)
- Magyar színháztörténeti bibliográfia I–II. (1975)
- Max Reinhardt (1977)
- Adelstheater in Ungarn (Wien, 1977)
- Les décors du théatre des jésuites à Sopron (Róma, 1977)
- Az iskolai színjátékok Magyarországon (Budapest, 1981)
- A budapesti Operaház száz éve (szerkesztő, Budapest, 1984)
- A magyarországi jezsuita iskolai színjátékok forrásai és irodalma (i.-III. 1984-1988; IV. 1994)